# راکت مگنتوپلاسما با تکانه ویژه متغیر
راکت مگنتوپلاسما با تکانه ویژه متغیر (VASIMR)، رانشگری الکتروترمال در حال توسعه برای استفاده احتمالی در پیشرانه فضاپیما است. در این راکت از امواج رادیویی برای یونیزه و گرم کردن پیشرانی بی‌اثر استفاده شده که باعث ایجاد پلاسما می‌شود، سپس میدانی مغناطیسی برای محبوس کردن و شتاب بخشیدن به پلاسمای در حال انبساط و ایجاد نیروی رانش به کار می‌رود. این نوع پیشرانه پلاسما یکی از چندین نوع سیستم پیشران الکتریکی فضاپیما است.